# أحلام عادية (مسلسل)
أحلام عادية هو مسلسل تلفزيوني مصري تم إنتاجه من طرف شركة العدل جروب سنة 2005، تأليف محمد أشرف وإخراج مجدي أبو عميرة في ثاني تعامل لهما.
المسلسل من بطولة يسرا، خالد زكي، خالد صالح، سعاد نصر، أحمد ماهر[ ؟ ]، خالد محمود، وعدد كبير من نجوم السينما والمسرح بالإضافة لنخبة من الوجوه الشابة الجديدة.

## قصة المسلسل
هذا وقد لخصت يسرا حكاية المسلسل تلخيصاً شديداً حين ذكرت أن جميعنا يحلم في حياته أحلاماً عادية جداً، ولكن هل يمكن لهذه الأحلام العادية أن تتحقق؟ هذا هو السؤال الذي يجيب عنه هذا المسلسل.

## الممثلون
| - يسرا - خالد زكي - خالد صالح - سعاد نصر: "عطه" - عايدة رياض: "هيام" - ميرنا المهندس: "عزيزة" | - محمد الشقنقيري: "معتز" - محمود عبد المغني: "صبحي" - النجم أحمد ماهر[ ؟ ] : "مهدي" - صفاء الطوخي: "هناء هانم" - صلاح رشوان: "ماجد بيه" - عزة بهاء | - حنان سليمان - جليلة محمود: "كيداهم" - جمال إسماعيل: "عبدو الحافي" - عبد الرحمن أبو زهرة - خليل مرسي - علاء مرسي: "سحس" |

### ضيوف الحلقات
| - سميرة عبد العزيز - إنعام سالوسة - سعيد طرابيك - حجاج عبد العظيم - سيد خاطر | - سيد صادق - سعيد صديق - أحمد كامل - عفاف رشاد - حمدي شرف الدين |

### نخبة من الوجوه الشابة الجديدة
| - أحمد جمال سعيد - شريف عمر - هبة عبد الحكيم - عبد العزيز حشاد - لنا يوسف - رانيا عونى | - خلود عرابي - محمد شكري - فكري صادق - عبد العزيز حشاد - فادية عكاشة - أحمد دياب | - حمدي شرف الدين - ليلى جمال - راضي غانم - نبيل عرفة - لنا يوسف - عبد الله حفنى | - عادل السماسيري - خالد سلامة - عبد الفتاح إبراهيم - رمضان محسن - سمير شكري |

## الشخصيات

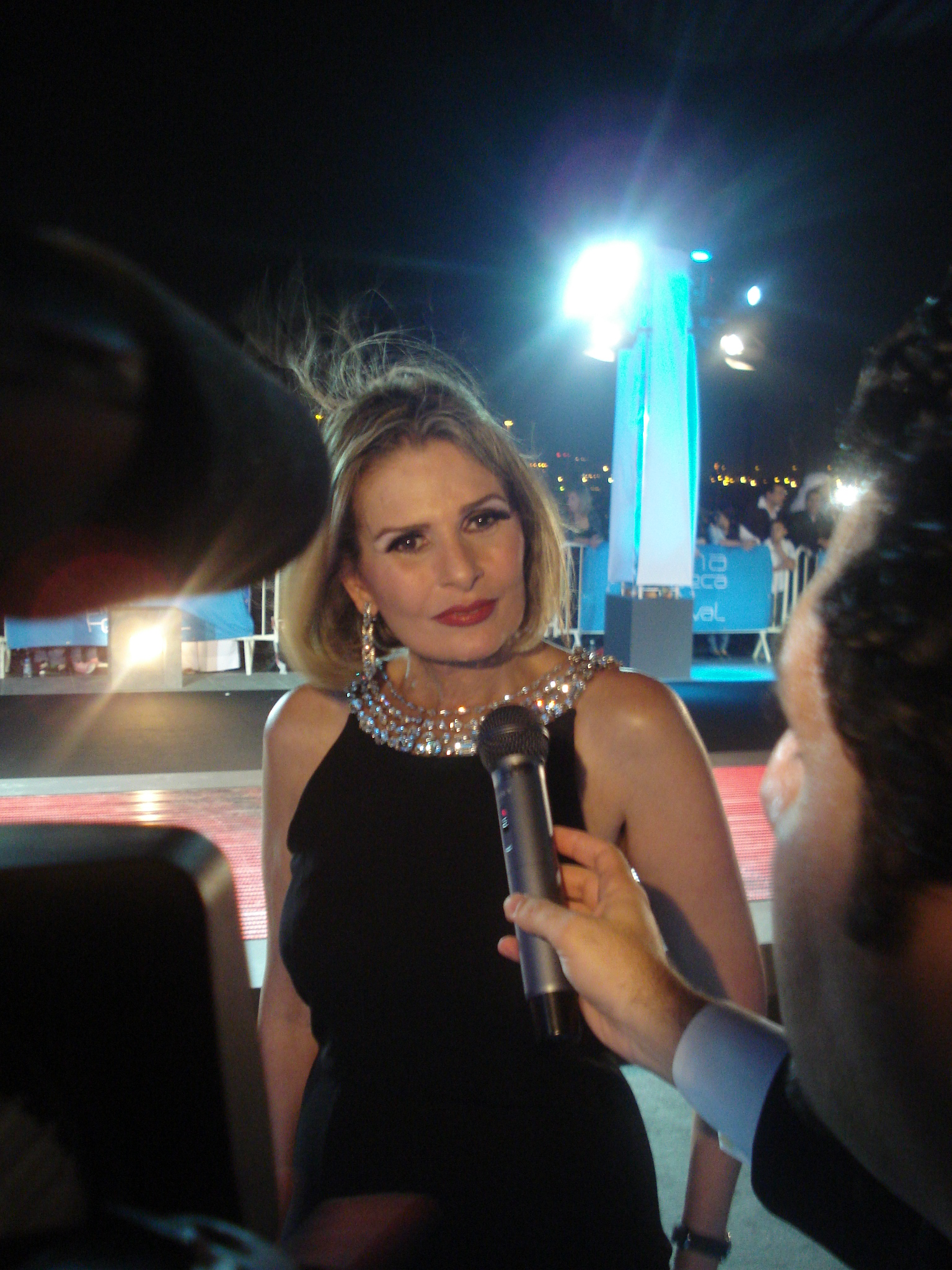
يسرا بطلة المسلسل التي أدت "نادية أنزحه"

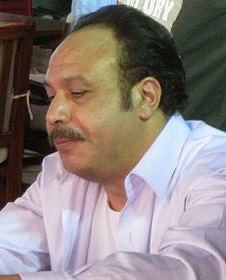
خالد صالح بطل المسلسل الذي أدى دور "فرج خنزيرة"

سعاد نصر بطلة المسلسل في دور "عطه" الزوجة الأولى

- يسرا: هي «نادية أنزحه» ٱمرأة من أصول نَوَرِيّه، وابنة «كَبِيْرْ ٱلَّنَوَرِيِّه»، شربت حرفة السرقة والنصب منذ نعومة أظافرها حتى برعت فيها، كانت متزوجة من «سعيد» لص سابق ٱشترطت عليه قبل الزواج أن يثوبا وأن لا يعلما ٱبنهما «كريم» السرقة لكنه أخل بالإتفاق، مما أدى إلى مقتله ومقتل ٱبنه مما أشعل نار الانتقام في قلبها.
- خالد زكي:
- خالد صالح: «فرج خنزيرة» كاتمة أسراره الوحيدة هي زوجته الأولى والعقرب «عطه» رجل طماع يدير شبكة للسرقة والتسول بزوجاته عطه الزوجة الأولى و... الزوجة الثانية.
- سعاد نصر: «عطه» الزوجة الأولى ل«فرج خنزيرة»، تخصص تسول تكره وتكيد لذرتها دائماً كي يضربها زوجها «فرج خنزيرة» بسبب غيرتها منها كون لديها ٱبنه أما هي فلا تنجب، وهي خالة «شربية».
- خالد محمود: «عزمي» ضابط شاب لايرحم متعصب جداً في عمله وصديق معتز مدير مكتب ماجد بيه.
- عايدة رياض: «هيام» الزوجة التانية ل«فرج خنزيرة» تخصص نشل، هي ٱمرأة طيبة تسرق المال من زوجها لكي تعيل مصاريف دراسة ٱبنتها الوحيدة، مايضعها في مواقف صعبة تستغلها ذُرتها لإيقاع بها عند زوجها.
- ميرنا المهندس: «عزيزة» ٱبنة «هيام» الزوجة التانية ل«فرج خنزيرة»، تحب «شربية»، تكره ذرة أمها «عطه» لأنها تتسبب في ضرب أمها.
- محمد الشقنقيري: «معتز» مدير مكتب وكاتم أسرار ماجد بيه وصديق المحقق عزمي.
- محمود عبد المغني: «صبحي» ٱسم الشهرة «شربية» وهو ٱبن أخت «عطه»، يحب «عزيزة» ويتمنى الزواج منها.
- النجم أحمد ماهر[ ؟ ] : دور «مهدي»
- صفاء الطوخي: «هناء هانم» صاحبة الثروة والنفوذ الذي يستغلهم زوجها ماجد بيه.
- صلاح رشوان: «ماجد بيه» رجل أعمال كبير وأول ضحية نصب لهند في المسلسل.
- عزة بهاء: زوجة معتز مدير مكتب وكاتم أسرار ماجد بيه وصديق المحقق عزمي
- حنان سليمان:
- جليلة محمود: «كيداهم» رئيسة فرقة راقصات ومغنين وصديقة نادية.
- جمال إسماعيل: «عبدو الحافي» زعيم النور خبير في السرقة والنصب ووالد ناديه.
- عبد الرحمن أبو زهرة:
- خليل مرسي: سعيد الزوج الأول لنادية وأبو ٱبنها كريم، لص سابق حيث ٱشترطت عليه زوجته قبل الزواج أن يثوبا وأن لا يعلما ٱبنهما السرقة لكنه أخل بالإتفاق وعاد للسرقة دون إخبارها.
- علاء مرسي: «سحس» صديق نادية القريب جدا، وذراعها اليمين.

## طاقم العمل
| - أشعار المقدمة والنهاية الشاعر الكبير: مدحت العدل - الموسيقى التصويرية والألحان الموسيقار الكبير: عمار الشريعي - غناء ملك الأغنية المصرية: محمد منير - قيادة أوركسترا: د.خالد فؤاد - مهندس الديكور: بدر تيسير - مدير التصوير والإضاءة السينمائي: محسن نصر | - مدير التصوير: عبد المنعم صادق ومحمد زغلول - مونتاج إلكتروني: أمين عبد الرازق - مونتاج فيديو: عثمان أبو جبل - مندس صوت: محمد سلام - مسجل فيديو: محمد نصار - مراقبة كاميرات: مجدي العالم | - مدير الإنتاج: نهاد حلمي وصلاح أبو رجيلة وسامح شاهين - مدير إدارة الإنتاج: محمد فهمي - أشرف على الإنتاج بالمدينة: عماد عبد الله - المدير المالي: شريف زلط - إعداد موسيقي ومكساج: حسن صفافة - إنتاج وتوزيع مدينة الإنتاج الإعلامي: العدل جروب إنترناشيونال ميديا جروب | - ساعد في الإخراج: لمياء بليغ ومحمد الكرداوي - مساعد مخرج أول: معتز مطاوع - مساعد مخرج: عبد العزيز حشاد - مخرج منفذ تصميم المقدمة والنهاية: غادة سليم - المخرج المنفذ: أمير شاكر - مؤلف: محمد أشرف - إخراج: مجدي أبو عميرة |

## أصداء
• حقق المسلسل نجاحاً باهراً من خلال الكتابة الجيدة لسيناريو وحوار المسلسل، الذي حاول المؤَّلِف القدير محمد أشرف من خلاله تعميق شخصيات أبطاله وتعقيد الحبكة الدرامية في قالب جديد، مكن المخرج الكبير مجدي أبو عميرة من إضفاء صيغة مشوقة مكنت الكوكبة الهائلة من نجوم الكوميديا والمسرح والتليفزيون من تقديم أحسن وأرقى ما عندهم للمشاهد الكريم في جميع الأقطاب العربية [ما هي؟]